# Afrosepsis quadrimaculata
Afrosepsis quadrimaculata är en tvåvingeart som beskrevs av Ozerov 1999. Afrosepsis quadrimaculata ingår i släktet Afrosepsis och familjen svängflugor.
Artens utbredningsområde är Angola. Inga underarter finns listade i Catalogue of Life.